# All Summer Long
Pour les articles homonymes, voir All Summer Long (Kid Rock).
Albums de The Beach Boys
Shut Down Volume 2
(1964) The Beach Boys' Christmas Album
(1964)
All Summer Long est le sixième album studio du groupe The Beach Boys et le second sorti en 1964. Enregistré à la suite de la British Invasion, menée par The Beatles, cet album a marqué un point tournant de la carrière du groupe et de son compositeur principal, Brian Wilson.
I Get Around est publié en 45 tours et se classe numéro 1 des ventes aux États-Unis ainsi que dans le top 10 au Royaume-Uni.
Le groupe apparaît dans le film The Girls on the Beach (en), interprétant Girls on the Beach et Little Honda.

## Titres

### Face 1
| No | Titre                                        | Durée |
| -- | -------------------------------------------- | ----- |
| 1. | I Get Around (Brian Wilson)                  | 2:12  |
| 2. | All Summer Long (Brian Wilson)               | 2:06  |
| 3. | Hushabye (Doc Pomus, Mort Shuman)            | 2:39  |
| 4. | Little Honda (Brian Wilson, Mike Love)       | 1:51  |
| 5. | We'll Run Away (Brian Wilson, Gary Usher)    | 1:47  |
| 6. | Carl's Big Chance (Brian Wilson, Gary Usher) | 1:59  |

### Face 2
| No | Titre                                                                                             | Durée |
| -- | ------------------------------------------------------------------------------------------------- | ----- |
| 1. | Wendy (Brian Wilson)                                                                              | 2:14  |
| 2. | Do You Remember? (Brian Wilson)                                                                   | 1:37  |
| 3. | Girls on the Beach (Brian Wilson)                                                                 | 2:23  |
| 4. | Drive-In (Brian Wilson)                                                                           | 1:50  |
| 5. | Our Favorite Recording Sessions (Brian Wilson, Carl Wilson, Dennis Wilson, Mike Love, Al Jardine) | 1:59  |
| 6. | Don't Back Down (Brian Wilson)                                                                    | 1:43  |

En 1990, les enregistrements ont été remasterisés. All Summer Long et Little Deuce Coupe sont sortis sur un seul CD agrémenté de quatre titres bonus :
| No | Titre                                                   | Durée |
| -- | ------------------------------------------------------- | ----- |
| 1. | Be True To Your School (version single) (Brian Wilson)  | 2:07  |
| 2. | All Dress Up For School (Brian Wilson)                  | 2:20  |
| 3. | Little Honda (alternate take) (Brian Wilson, Mike Love) | 2:10  |
| 4. | Don't Back Down (alternate take) (Brian Wilson)         | 1:38  |